# Нейко Ненов
Генерал-майор Нейко Ненов Ненов е български офицер, генерал-майор.

## Биография
Генерал-майор Нейко Ненов е роден на 18 ноември 1961 г. в ямболското село Трънково. Произведен е в първо офицерско звание през 1985 г. след завършване на Висше военно училище „Васил Левски“ – Велико Търново. 
Генерал-майор Нейко Ненов е назначен на длъжността заместник-началник на отбраната на 30 юни 2014 г., след като в продължение на две години (2012 г.-2014 г.) служи като командир на Сухопътните войски.
В продължение на 29 години военна служба, генерал Ненов последователно преминава през всички командни длъжности от командир на взвод до началник-щаб и командир на бригада, в това число в Румъния, Турция, Афганистан и Полша.
Генерал-майор Нейко Ненов започва своята военна кариера като командир на взвод в мотострелкови полк през 1985 г., след което службата му като офицер от Българската армия продължава като командир на рота и началник-щаб на батальон до 1992 г., когато постъпва като слушател във ВА „Г.С. Раковски“. След приключване на двугодишния курс на обучение, през 1994 г. генерал-майор Ненов е назначен на длъжност командир на мотострелкови батальон, а по-късно на длъжност командир на мотострелкови полк – длъжност, която изпълнява от 1998 г. до 2001 г.
През 2001 г. се обучава като редовен студент във Военния колеж на Сухопътните войски на САЩ, Карлайл, Пенсилвания. След като завършва програмата за международни студенти във Военния колеж на Сухопътните войски на САЩ, Карлайл, Пенсилвания през 2002 г., генерал Ненов е назначен на длъжност началник на щаба на механизирана бригада – длъжност, която изпълнява до 2004 г. На 3 май 2004 г. е назначен за командир на 2-ра лека пехотна бригада.
На 4 май 2005 г. е освободен от длъжността командир на 2-ра лека пехотна бригада, назначен за командир на Многонационална бригада „Югоизточна Европа“ и удостоен с висше офицерско звание бригаден генерал, последното считано от 1 юли 2005 г. На 25 април 2006 г. е назначен на международна длъжност на ротационен принцип – командир на бригада „Югоизточна Европа“, считано от 1 юни 2006 г. По време на службата си като командир на бригада Югоизточна Европа, генерал-майор Ненов е назначен за командир на многонационална бригада – Кабул, под командването на ISAF – Афганистан с мандата на длъжността командир на бригада Югоизточна Европа – длъжност, която изпълнява в продължение на 6 месеца. На 15 февруари 2008 г. е освободен от международна длъжност на ротационен принцип – командир на бригада Югоизточна Европа и помощник-началник на щаба на Сухопътните войски по подготовката.
На 21 април 2008 г. е освободен от длъжността помощник-началник на щаба на Сухопътните войски по подготовката и назначен за началник на щаба на Съвместното оперативно командване, считано от 1 юни 2008 г. На 1 юли 2008 г. е освободен от длъжността началник на щаба на Съвместното оперативно командване и назначен за началник на щаба на Центъра на НАТО за съвместна подготовка на силите към Съюзното командване по трансформацията, Бидгошч, Полша. На 1 юли 2009 г. е назначен на международна длъжност на ротационен принцип – началник на щаба на Центъра на НАТО за съвместна подготовка на силите към Съюзното командване по трансформацията, Бидгошч, Полша. На 3 май 2010 г. е освободен от длъжността длъжност на ротационен принцип – началник на Щаба на Центъра на НАТО за съвместна подготовка на силите към Съюзното командване по трансформацията, Бидгошч, Полша, считано от 30 юни 2010 г. На 30 юли 2010 г. е назначен за първи заместник-началник на Сухопътните войски, считано от 1 септември 2010 г. След последвалите трансформации във Въоръжените сили на Република България, на 22 юни 2011 г. е освободен от длъжността първи заместник-началник на Сухопътните войски и назначен на длъжността заместник-командир на същите, считано от 1 юли 2011 г.
На 17 октомври 2012 г. бригаден генерал Нейко Ненов е освободен от длъжността заместник-командир на Сухопътните войски, назначен на длъжността командир на Сухопътните войски и удостоен с висше офицерско звание генерал-майор, считано от 1 ноември 2012 г. На 28 април 2014 г. е освободен от длъжността командир на Сухопътните войски и назначен на длъжността заместник-началник на отбраната, считано от 30 юни 2014 г.
В допълнение на образованието, придобито във висши военни учебни заведения, генерал-майор Ненов придобива и магистърска степен, специалност „Право“ във ВТУ „Св. св. Кирил и Методий“ – гр. Велико Търново през 2007 г. Умира на 28 януари 2015 г.
С указ № 16 от 8 16 февруари 2015 г. е освободен от длъжността заместник-началник на отбраната и от военна служба, считано от 28 януари 2015 г.
Генерал-майор Нейко Ненов почива вследствие на раково заболяване на 28 януари 2015 година.

## Образование
- Висше военно училище „Васил Левски“ – до 1985
- Военна академия „Г.С.Раковски“ – 1992 – 1994
- Военен колеж на Сухопътните войски на САЩ, Карлайл – 2001 – 2002
- Великотърновски университет „Св.св. Кирил и Методий“, магистърска степен по право – до 2007

## Военни звания
- Лейтенант (1985)
- Старши лейтенант (1988)
- Капитан (1992)
- Майор (1996)
- Подполковник (1999)
- Полковник (2002)
- Бригаден генерал (1 юли 2005)
- Генерал-майор (1 ноември 2012)

## Медали и отличия
На 7 януари 2016 г. генерал – майор Нейко Ненов (1961 – 2015) беше въведен в Залата на Славата на Колежа на Сухопътните войски в САЩ (USAWC). 
Залата на Славата към Колежа на сухопътни войски е учредена през 1987 г. и е за слушателите от международната програма (International fellows program). Членовете в Залата на славата са 58, а ген. Ненов е 59-и и първият български военен.
Това отличие (и чест) получават международните слушатели на колежа (към момента от 72 страни), които са покорили върховете в своята кариера. Процесът по номинация и избиране е сложен и взискателен.
За заслугите му към отбраната на страната и развитието на Българската армия е награждаван от министъра на отбраната на Република България с наградни знаци „За вярна служба под знамената“ – III и II степен и с награден знак „За принос към Министерството на отбраната“, от началника на отбраната – с хладно оръжие и др.
Освен ценен професионален опит, за своята отлична служба в Съвместни многонационални щабове, генерал-майор Нейко Ненов получава международно признание под формата на редица медали и отличия, сред които „Златен ешелон“, връчен от министъра на отбраната на Франция, „Златен медал на Въоръжените сили на Полша“, връчен от министъра на отбраната на Р Полша, както и от военните ръководители на държавите Румъния, Германия, Франция, Полша и Албания.